# Cyrtopodium aliciae
Cyrtopodium aliciae é uma orquídea do gênero Cyrtopodium, de hábito rupícola ou terrestre, encontrada na parte setentrional da Serra do Espinhaço, provavelmente  endêmica da Chapada Diamantina, a uma altitude de 900 metros.

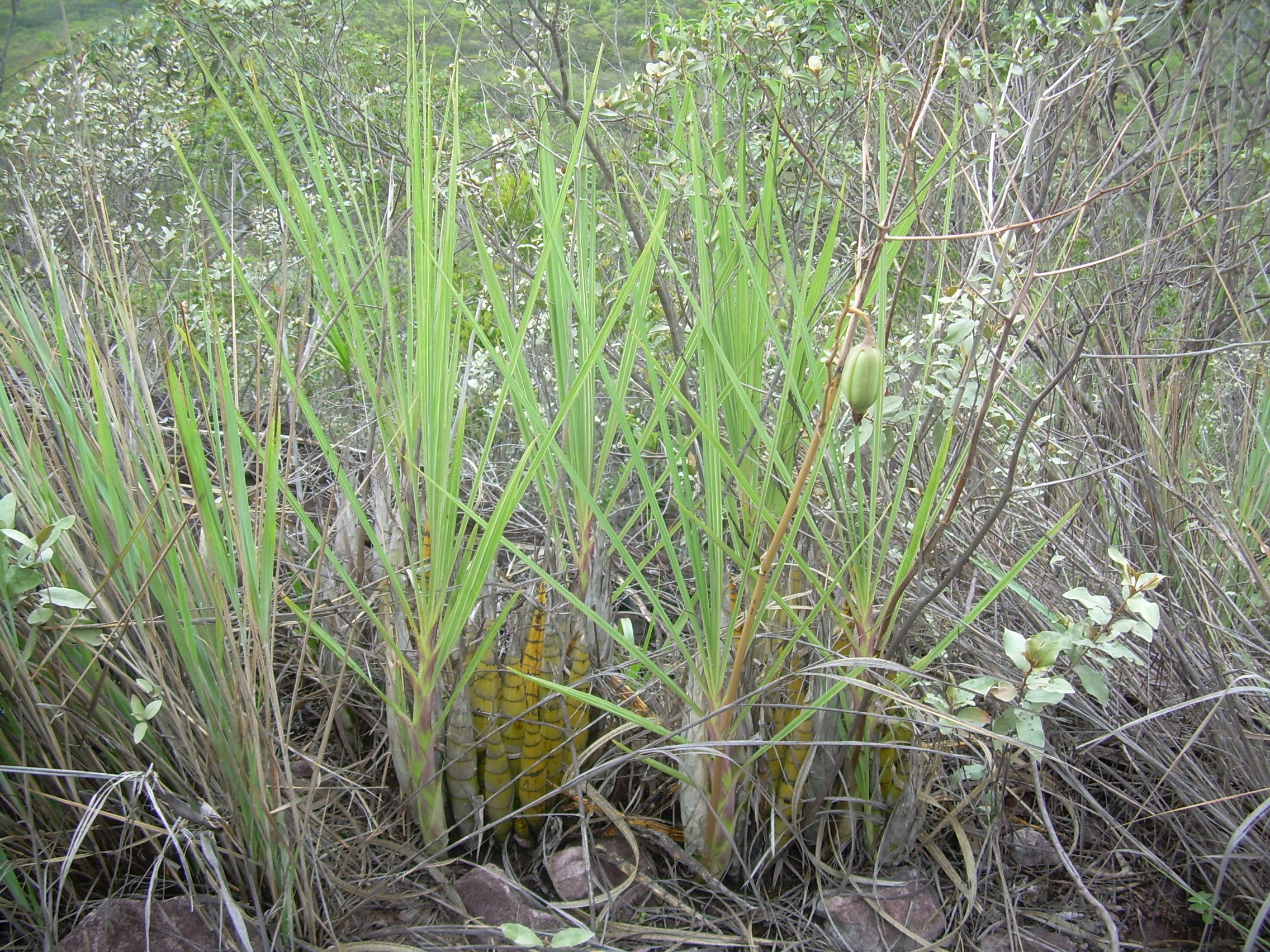
Cyrtopodium aliciae in situ

Possui pseudobulbos grandes, avermelhados, fusiformes alongados com cerca de 25 centímetros. A inflorescência é paniculada, em média de 40 a 90 cm de altura, portando flores muito vistosas e graciosas, de coloração branca pintalgada de púrpura com labelo levemente amarelado, frequentemente confundida com o Cyrtopodium cipoense, entretanto esse se restringe as partes centrais e meridionais da Serra do Espinhaço.
Cyrtopodium aliciae floresce entre junho e julho, inverno brasileiro.